# Флуорокарбони
Флуорокарбони (англ. fluorocarbons, рос. фтороуглероды) — у хімії атмосфери — вуглеводні, в яких один чи більше атомів Н заміщені на F. Використовувались як пропеленти в аерозолях широкого вжитку, холодильних установках та іншому. Однак вважається, що вони викликають руйнування озонового шару, який захищає Землю від шкідливої сонячної радіації, а тому є потенційно екологічно небезпечними. Використання їх обмежене міжнародними угодами.
В органічній хімії — флуорокарбони — сполуки, що містять у своєму складі тільки F і C.

## Властивості деяких флуорокарбонів
| Сполука      | Мол. м. | T. пл., °C | T. кип., °C | d420 (°C)   | nD20 (°C)     |
| ------------ | ------- | ---------- | ----------- | ----------- | ------------- |
| CF4          | 88,01   | −183,6     | −128,0      | 1,317 (-80) | 1,151 (-73,3) |
| CF3CF3       | 138,01  | −100,0     | −78,2       | 1,587 (-73) | 1,206 (-73,3) |
| CF3CF2CF3    | 188,02  | −148,3     | −36,8       | 1,350 (20)  | —             |
| CF3(CF2)2CF3 | 238,03  | −128,0     | −2,0        | 1,543       | —             |
| CF3(CF2)3CF3 | 288,04  | −125,0     | 29,3        | 1,620 (20)  | 1,2411 (20)   |
| CF3(CF2)4CF3 | 338,04  | −82,3      | 57,2        | 1,680 (25)  | 1,2515 (22)   |
| CF3(CF2)5CF3 | 388,05  | −78,0      | 82,5        | 1,733 (20)  | 1,262 (20)    |
| CF3(CF2)6CF3 | 438,06  | −25        | 104,0       | 1,783 (20)  | —             |